# Aiseau
Aiseau (en wallon Ôjô) est un village belge de la commune d’Aiseau-Presles situé en Wallonie dans la province de Hainaut, sur la Biesme, non loin de l’embouchure de celle-ci dans la Sambre. C'était une commune à part entière avant la fusion des communes de 1977.

## Géographie

### Hameaux d'Aiseau
Le quartier « du Centre » (haut du village et la partie la plus rurale du village), Ménonry (en wallon A Mnonri, du nom du ruisseau traversant le quartier, désormais coulant sous la rue Lambot) et Oignies (en wallon Ougniye), avec son prieuré.

### Milieu naturel
Aiseau offre une diversité de milieux naturels assez impressionnante. Au Nord, la Sambre et ses prairies alluviales permettent de se rappeler qu'avant la canalisation de la rivière, celle-ci était composée de méandres ininterrompus. Des marais occupèrent ces lieux. Aujourd'hui, les prairies restent humides, la biodiversité bien présente. À la limite de Moignelée, un ancien méandre est d'ailleurs protégé.
Le terril du Champfroment accueille diverses espèces de plantes que l'on rencontre plus au Sud de l'Europe.
La vallée de la Biesme offre également une diversité remarquable de milieux naturels et d'espèces animales. Au-delà de la richesse poissonneuse de la rivière, celle-ci est reliée aux étangs d'Oignies, creusé par les moines du Prieuré. Ces étangs sont une réserve naturelle.
Toujours plus au Sud, la Biesme creuse sa vallée de plus en plus profondément. Elle pénètre alors dans la « Marlagne », une zone longeant le Sud de la Sambre sur plusieurs dizaines de kilomètres. À la limite de Presles, la rivière traverse une zone calcaire qui rend la vallée abrupte, des falaises bordant le ruisseau. Les grottes de cette vallée accueillent des chauves-souris.
Le dénivelé maximum entre la Biesme et le haut de la vallée est d'environ 100 m.
Le Sud-Est du village est situé dans le Condroz.

## Évolution démographique
- Sources : INS, Rem. : 1831 jusqu'en 1970 = recensements, 1976 = nombre d'habitants au 31 décembre.

## Histoire

### Préhistoire
Des traces de présence humaine remontent à la préhistoire. Dans les grottes situées dans le Parc du Comte de Presles furent en effet découverts divers ossements de l'homme de Neandertal, datant du Paléolithique.

### Antiquité
Plus tard, sous l'Empire romain, une villa gallo-romaine fut construite à l'extrémité sud du village (le long de la route de Presles). Un cumulus était présent. Un cimetière était présent quelques centaines de mètres plus au Nord, au pied du bois de Broue, le long de la rue d'Aiseau. De nouvelles fouilles ont toujours lieu non loin.
Le village même apparut au Xe siècle, au lieu-dit des « Hayettes ». Une installation agricole y prit place vers 952.

### Seigneuries
Une demeure seigneuriale fut construite dans le centre du village. Elle évolua au fil des siècles pour être remaniée une dernière fois en 1721 et disparaître en 1794 à cause des révolutionnaires français, et vers 1860, l'école du village prenant sa place. Seul subsiste aujourd'hui le porche d'entrée avec les armoiries de la dernière famille ayant régné sur le village, les « de Gavre ». Ce bâtiment formait alors les écuries du château et le logis des domestiques. Quelques pans de murs délimitant le parc du château sont également observables le long de la rue du Curé.
Non loin de là, la « ferme de Baudecart » fut construite. C'était la ferme du seigneur du village. Elle existe toujours, bien que transformée. Il s'agit de l'actuelle ferme « Al Cinse ». On peut notamment toujours observer des meurtrières le long de son côté Sud.

### Epoque contemporaine

#### La Première Guerre mondiale
Aiseau, comme toute la région, eut beaucoup à souffrir des conflits qui, depuis toujours, marquèrent la région. La bataille de Charleroi, du 21 au 23 août 1914, fut l'un des épisodes les plus douloureux.
Le 21 août, les Allemands, descendant sur la Sambre, attaquèrent Roselies, au Nord-Ouest d'Aiseau. Les Français, chassés du village, se replièrent vers Presles sans perdre Aiseau. Durant la nuit du 21 au 22 août, les Français contre-attaquèrent vers Roselies et y subirent des pertes très lourdes, plusieurs centaines de soldats tombèrent. Des fantassins français tentèrent en vain de les aider en attaquant vers Menonry, mais ils furent bloqués par des barrages et une mitrailleuse postées en haut du terril du Champfroment, surplombant le quartier. Les pantalons rouges se replièrent à nouveau sur Aiseau, et quittèrent le village en direction de Presles. Au Nord-Est d'Aiseau, à la limite avec Tamines et Falisolle, d'autres très durs combats se produisirent. Là aussi des centaines de Français y restèrent. Les Allemands percèrent le dispositif français et remontèrent la vallée de la Sambre en direction de Le Roux par le quartier d'Oignies. À hauteur de la « Ferme de la Belle-Motte » se produisirent alors des combats d'une rare violence à l'orée des bois et dans les champs environnants. La ferme brûla, les Français durent se replier sur Le Roux et ensuite vers Devant-les-Bois.
Comme dans les bourgades voisines, et au-delà des dégâts causés par les combats, les soldats allemands mirent le feu à des dizaines d'habitation et fusillèrent de nombreux habitants du village.
Après la guerre, au lieu-dit de la Belle-Motte, un cimetière franco-allemand fut construit, dénommé logiquement le « Cimetière de la Belle-Motte ». Les soldats, enterrés un peu partout dans le village et dans la région, furent rassemblés sur les hauteurs du village. Quelques années plus tard, les soldats allemands furent transportés au cimetière de Vladslo, non loin d'Ypres.
4 057 soldats français sont inhumés au cimetière de la Belle-Motte. 1 182 reposent dans des tombes et 2 875 dans deux ossuaires.

## Liste des bourgmestres de 1830 à 1977
- Joseph Servais, 1830-1839.
- Thomas Moreaux, 1839-1850.
- Jean Joseph Richir, 1850-1861
- Alex Moreau, 1861-1866.
- Séverin Wypeur, 1866-1870.
- Charles Bruart, 1870-1878.
- Joseph Martin, 1878-1891.
- Vital Wypeur, 1891-1904.
- Adolphe Debous, 1904-1920.
- Emile Bierlaire, 1920-1939.
- J. Martinet, de 1939 à 1952.
- C. Doumont, de 1952 à 1958.
- Henri Gérard, de 1959 à 1964.
- Adelin Dupuis, de 1965 à 1976[3],[4].

## Patrimoine et culture

### Patrimoine architectural

#### Le prieuré d'Oignies
Hugo d'Oignies, grand orfèvre mosan, œuvra au prieuré d'Oignies. Son trésor fut conservé, ce qui est exceptionnel. Il fut caché à Falisolle lors des troubles consécutifs à la Révolution française, et confié en 1818 aux sœurs de Notre-Dame à Namur. Aujourd'hui, on peut admirer la plus grosse partie du trésor dans le musée des Sœurs Notre-Dame à Namur, le reste est conservé dans les paroisses d'Aiseau, Falisolle, Fosses, Nivelles et Walcourt ainsi qu'aux Musées royaux d'art et d'histoire de Bruxelles et au musée diocésain de Namur.

#### Patrimoine local
- L'église Saint-Martin. Une chapelle castrale dédiée à Saint-Martin servi d'édifice du culte. Construite dans la cour du château, elle fut démolie en 1729 et remplacée par une église érigée en face du château. L'église est inaugurée en 1732 aux frais du prieuré et de la communauté[5]. L'église fut fermée au culte en novembre 1954[6]. En 1952, un nouveau clocher a été construit et en octobre 1970, le clocher s'est effondré et l'église fut démolie complètement en entier[7]. La nouvelle église fut édifiée en brique, béton et en bois par l'architecte H. Moonen en 1991[8].
- Eglise Sainte-Marie de Oignies, édifice néo-roman par l'architecte Simon en 1909[9].
- L'ancien prieuré Saint-Nicolas d'Oignies. Fondé en 1187 par Gilles de Walcourt avec ses frères Henri, Jean, et Hugues. Dès 1192, il est doté par le seigneur d'Aiseau, Baudouin de Loupoigne, les chanoines, ayant adopté la règle de Saint-Augustin, le consacrent à Saint-Nicolas[9]. Aujourd'hui, le prieuré est en train d’être rénové en maison de retraite[10].
- Chapelle Notre-Dame de la Salette. Datée de 1854[9].

### Culture

#### Folklore
- Marche Royale Saint-Martin, créé en 1971, elle se déroule toujours le week-end de l'ascension dans les rues d'aiseau centre[11].

## Économie

### L'exploitation industrielle
De tout temps, Aiseau fut un village voué à l'agriculture, à l'exploitation forestière, ainsi qu'à l'industrie.
Des traces d'exploitation, il y a plusieurs siècles, de minerai de fer ont été découvertes. Cette activité se pérennisa et aboutit à la création des Forges d'Aiseau (rachat connu en 1863 par l'ingénieur Joseph Danly), usines situées au Sud du village, au bord de la Biesme. Celles-ci exportèrent leur production partout dans le monde, notamment au Mexique. Mais leur situation loin de la Sambre et des voies ferrées firent qu'il n'était plus possible d'y travailler. Elles fermèrent au début du XXe siècle. De nos jours, les Ateliers Somville produisent des métaux légers.

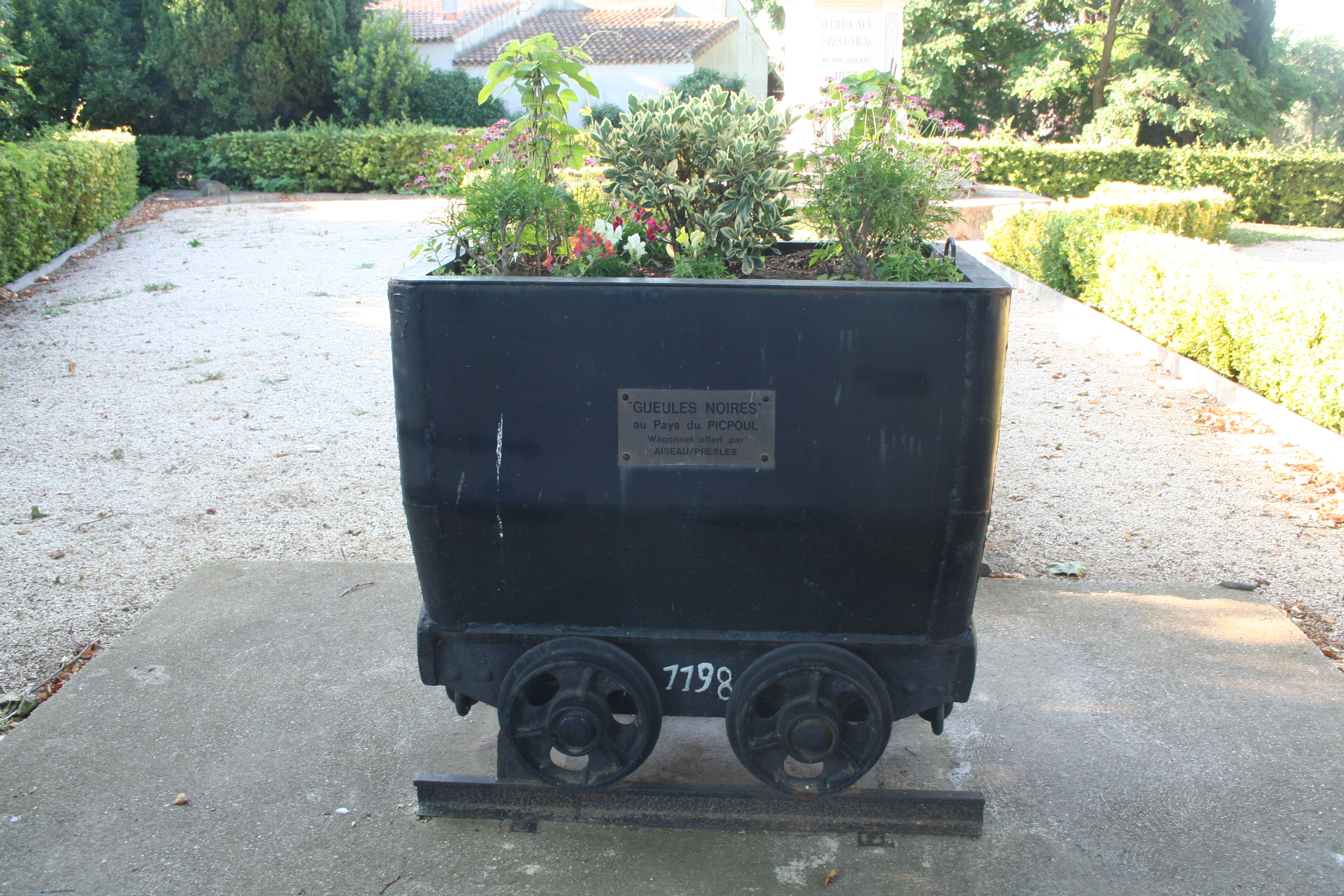
Wagonnet, provenant des mines de charbon d'Aiseau, qui se trouve à Pomérols en France, commune avec laquelle Aiseau-Presles est jumelée.

Le charbon fut exploité également. Durant des siècles, le charbon était tiré depuis divers endroits à flanc de collines, pour ensuite être exploité dans des charbonnages. Deux puits existaient, un à Oignies (le puits St-Henry) et l'autre à Ménonry (le charbonnage du Champfroment). Un puits d'aération était situé non loin du lieu-dit « l'Etoile », 50 m derrière les Ateliers Somville. Les puits, bétonnés, sont toujours visibles de nos jours.
La production de glaces et de verres fut également d'application à Aiseau grâce aux « Glaceries Sainte-Marie d'Oignies ». Cette immense exploitation était située le long de l'actuelle rue d'Oignies, le long de la Sambre. Sa renommée était internationale, les vitres de l'Empire State Building de New-York y furent notamment produites. Le roi Léopold Ier visita les bâtiments. Tout le bas du village fut aménagé en conséquence, l'abbaye d'Oignies en partie détruite, des maisons d'ouvriers construites, la Biesme déviée de son cours d'origine.
L'usine ferma dans les années 1930 à la suite de la crise mondiale. De nos jours, il ne reste que des ruines, aménagées dans un parc où il fait bon se promener.
Au-delà de ces industries, Aiseau possédait également une usine de produits chimiques (en face de l'abbaye), une tonnellerie (non loin de la gare), des moulins à eau, etc.

### Tourisme
La « Ferme des Castors » est située rue du Faubourg, elle accueille des hébergements, activités scolaires, stages organisés et une aire de jeux (Castorland).